# Eishockey in Aachen und Eschweiler

## Geschichte

### Eishockey in Eschweiler
ECENach dem Neubau der Eissporthalle in Eschweiler spielten die Grizzlies vom Eschweiler EC in den 1980er und 1990er Jahren meist vor mehr als 1000 Zuschauern. Mitte der 1990er Jahre musste sich das Team auflösen und die meisten Spieler wechselten zum Aachener Eishockeyclub.
EECEIm Januar 1999 kam es dann nach dem Ortswechsel von Aachen nach Eschweiler zur Gründung des Euregio-Eissport-Club Eschweiler und Jürgen Leibel wurde 1. Vorsitzender. Nach der Neugründung spielte die Jugendmannschaft (15–17 Jahre) im Jahre 1999 in der zweithöchsten deutschen Liga. In der Spielzeit 2000/01 nahm erstmals auch eine Seniorenmannschaft, die Snowtigers, den Spielbetrieb auf. In der Spielzeit 2002/03 stieg diese als Bezirksligameister in die Landesliga NRW auf. Im Jahre 2005 stellte der EEC den Spielbetrieb wieder ein.
EEVEZwei Jahre später ging der Klub wieder als Euregio-Eissport-Verein Eschweiler an den Start und wählte für die erste Mannschaft erneut den alten Beinamen Grizzlies. Nach der ersten Saison konnte sich der Verein nicht mit dem Hallenbetreiber in Eschweiler auf eine weitere Zusammenarbeit einigen, so dass die Heimspiele des Vereins seit der Saison 2008/09 in der Tivoli Eissporthalle in Aachen ausgetragen werden. Der Klub stieg von in den Jahren 2008 bis 2011 von der Landesliga bis in die Regionalliga West auf.
EHCIm Mai 2012 gründete man den EHC Eschweiler „Die Grizzlies e. V.“ Da der Kauf und die Sanierung der Eschweiler Eissporthalle für den Verein finanziell nicht zu stemmen war und auch kein Grundstück für eine neue Halle in Eschweiler zur Verfügung stand, entschied man sich für eine Multifunktionshalle nach Tragluftbauweise. Realisiert werden soll die Traglufthalle in der Nähe des Flugplatzes Merzbrück, bis dahin wird die Mannschaft die Tivoli Eissporthalle nutzen. Mittelfristig will der Verein am Meisterschaftsbetrieb der NRW Eishockey-Ligen teilnehmen. Ein erster Versuch den Ligabetrieb aufzunehmen, scheiterte im Sommer 2013/14

### Eishockey in Aachen
1. ESCABis zum Konkurs 1987 gab es den 1. Eissportclub Aachen, bei dem auch Eishockeymannschaften existierten.
AECMitte der 1990er Jahre existierte in Aachen mit dem Aachener EC ein neuer Verein, zu dem die Spieler der aufgelösten Mannschaft des EEC wechselten. Im Oktober 1998 kam es aus Kostengründen zu Problemen mit dem Hallenbesitzer in Aachen, der sogar während eines Meisterschaftsspiels den Strom abstellte. Dies führte dazu, dass man wieder Gespräche mit dem Hallenbesitzer in Eschweiler aufnahm. Der AEC ging 1998 in Konkurs.
TEAIn der Saison 2002/03 nahm in Aachen der Tivoli Eishockey Verein Aachen im Nachwuchsbereich am Spielbetrieb teil, dessen hobbymäßig organisierte Seniorenmannschaft der Devilducks bis 2011/12 an der EHL teilnahm.
AEVZur Saison 2010/2011 entschloss man sich den Verein EEV aufgrund des Standortes in Aachener Eishockey Verein umzutaufen. In der Regionalliga-West Hauptrunde 2011 erreichte man den 8. Platz und wurde somit für das Frühjahr 2012 in die Regionalliga-West Pokalrunde eingeteilt. Dort erreichte man den 6. Platz und stieg somit wieder in die NRW-Liga ab. Während der Saison 2012/13 meldete der Verein seine Seniorenmannschaft nach der Meisterschaft in der NRW-Liga vor dem Erreichen der Pokalrunde zur Regionalliga West aufgrund finanzieller Probleme vom Spielbetrieb ab.
AEC 2013Im Mai 2013 wurde ein neuer Verein AEC2013 – der Aachener Eishockey Club 2013 mit dem Beinamen „Die Grizzlies“ gegründet, der in der Saison 2013/14 mit einer Nachwuchsmannschaft zum Spielbetrieb teilnimmt und zu dem auch die hobbymäßig organisierte Mannschaft der Blue Elks – Teilnehmer an der Aachen-Liga – gehört. Seit der Saison 2014/2015 treten die Grizzlies mit zwei Nachwuchsmannschaften im Bereich der Kleinschüler und der Knaben an.

## Spielzeiten
| Saison  | Verein         | Liga                    | Platzierung         | Bemerkungen                                    |
| ------- | -------------- | ----------------------- | ------------------- | ---------------------------------------------- |
| 1987/88 | EC Eschweiler  |                         |                     | Qualifikation zur Regionalliga West 1. Platz   |
| 1988/89 | EC Eschweiler  | Regionalliga West       | 01. Platz           | Qualifikation zur Oberliga Nord 5. Platz       |
| 1989/90 | EC Eschweiler  | Oberliga Nord           | 08. Platz           | Qualifikationsrunde zur Oberliga Nord 4. Platz |
| 1990/91 | Aachener EC    | NRW-Liga                |                     | Qualifikation zur Regionalliga West            |
| 1991/92 | Aachener EC    | Regionalliga West       | 05. Platz           | Qualifikation zur Regionalliga West            |
| 1991/92 | EC Eschweiler  |                         |                     | Qualifikation zur Regionalliga West            |
| 1992/93 | Aachener EC    | Regionalliga Nord       | 14. Platz           | Qualifikation zur Regionalliga Nord 6. Platz   |
| 1992/93 | EC Eschweiler  | NRW-Liga                | 0–                  | Qualifikation zur Regionalliga Nord 7. Platz   |
| 1993/94 | Aachener EC    | NRW-Liga                | 0–                  | Qualifikation zur Regionalliga Nord            |
| 1993/94 | EC Eschweiler  | Regionalliga Nord       | 05. Platz           | Qualifikation zur Oberliga Nord 14. Platz      |
| 1994/95 | EC Eschweiler  | 2. Liga Nord            | 10. Platz           | Qualifikation zur 2. Liga Nord 4. Platz        |
| 2000/01 | EEC Eschweiler | Landesliga NRW          | 11. Platz           |                                                |
| 2001/02 | EEC Eschweiler | Landesliga NRW          | 20. Platz           |                                                |
| 2002/03 | EEC Eschweiler | Bezirksliga NRW         | Meister             |                                                |
| 2003/04 | EEC Eschweiler | Landesliga NRW          | 06. Platz           | 3. Landesligapokal                             |
| 2004/05 | EEC Eschweiler | Landesliga NRW          | 07. Platz           | 4. Landesligapokal                             |
| 2007/08 | EEV Eschweiler | Landesliga NRW Gruppe A | 06. Platz           | 2. Landesligapokal                             |
| 2008/09 | EEV Eschweiler | Landesliga NRW Gruppe A | 04. Platz           | 3. Landesligapokal                             |
| 2009/10 | EEV Eschweiler | Landesliga NRW Gruppe A | 02. Platz           | 4. Verbandsligapokal                           |
| 2010/11 | Aachener EV    | NRW-Liga                | 06. Platz           |                                                |
| 2011/12 | Aachener EV    | Regionalliga West       | 08. Platz           | 6. Regionalligapokal                           |
| 2012/13 | Aachener EV    | NRW-Liga                | 01. Platz (Rückzug) |                                                |